# SC Preußen 1911 Glogau
SC Preußen 1911 Glogau was een Duitse voetbalclub uit Glogau, dat tegenwoordig het Poolse Głogów is.

## Geschiedenis
De club werd in 1911 opgericht en speelde vanaf 1912/13 in de Neder-Silezische competitie. De club speelde dat jaar de finale om de titel, die ze met 7-1 verloren van ATV Liegnitz. Ook het volgende seizoen verloor de club van ATV in de finale, nu met 3-2. Door de Eerste Wereldoorlog lag de competitie enkele jaren stil. In 1922 degradeerde de club omdat de competitie herleid werd naar twee reeksen.
In 1925 promoveerde de club weer naar de hoogste klasse. In 1927 was de competitie in twee reeksen opgedeeld en won Glogau de B-reeks, maar verloor in de titelfinale met zware cijfers van VfB Liegnitz. In 1930 werd de club vicekampioen achter VfB Liegnitz en plaatste zich zo voor de Zuidoost-Duitse eindronde, waar de club derde werd in de zwakkere B-groep. Ook in 1931 plaatste de club zich als vicekampioen voor de Zuidoost-Duitse eindronde en werd nu voorlaatste.
De volgende twee seizoenen speelde de club geen rol van betekenis. In 1933 werd de competitie grondig geherstructureerd. De NSDAP kwam aan de macht en de Zuidoost-Duitse voetbalbond en alle competities verdwenen. De Gauliga Schlesien kwam als vervanger, maar de Neder-Silezische competitie werd te licht bevonden om een deelnemer af te leveren en alle clubs gingen in de Bezirksliga Niederschlesien spelen, de nieuwe tweede klasse.
De club speelde meestal in de lagere middenmoot. In 1939 werd de club wel samen met TuSpo Liegnitz eerste, maar verloor de finale om de groepswinst. In 1941 werd de club derde maar trok zich na dit seizoen uit de competitie terug.
Na het einde van de oorlog werd Glogau een Poolse stad. De Duitsers werden verdreven en alle Duitse voetbalclubs werden ontbonden.